# Gordon Hamilton (rugby à XV)
Pour les articles homonymes, voir Hamilton.
Pas d'image ? Cliquez ici

a Compétitions nationales et continentales officielles uniquement.

b Matchs officiels uniquement.
Gordon Fredric Hamilton, né le 13 mai 1964 à Belfast,  est un joueur de rugby à XV qui évolue au poste de troisième ligne aile. Il joue avec la province de l'Ulster et Il joue avec l'équipe d'Irlande avec laquelle il dispute dix tests inscrivant quatre points, un essai.

## Biographie
Gordon Hamilton est principalement connu pour l'essai qu'il inscrit en quart de finale de la coupe du monde 1991 disputé à Lansdowne Road contre l'Australie. À cinq minutes de la fin du match, son essai, transformé par Ralph Keyes, porte le score à 15 à 12 en faveur de son équipe. Toutefois, un essai de Michael Lynagh donne la victoire aux Wallabies.

## Palmarès
Gordon Hamilton dispute dix tests avec l'équipe d'Irlande entre le 2 février 1991 à Lansdowne Road contre la France et le 31 octobre 1992 à Lansdowne Road contre l'Australie.